# 勝鬘夫人
勝鬘夫人（しょうまんぶにん、シュリーマーラー）は、古代インドの在家仏教徒。シュリーマーラーは「素晴らしい花輪」という意味で、勝鬘はそれを漢訳したもの。舎衛国(コーサラ国)の波斯匿王(はしのくおう)と彼の妃ある末利夫人(まりぶにん、マッリカー夫人)との娘。阿踰闍(アヨーディヤー)国王の妃。
経典『勝鬘経』の主人公で、釈迦に帰依した父母が勝鬘夫人の知恵が優れていることを理由に、仏に会うことを彼女へ勧める。両親からの手紙を読んだ勝鬘夫人が仏を称え救いを請うと、仏が姿を現して説法し、彼女もそれに応え誓願と説法を述べたと伝わる。